# Nokia 9210 Communicator

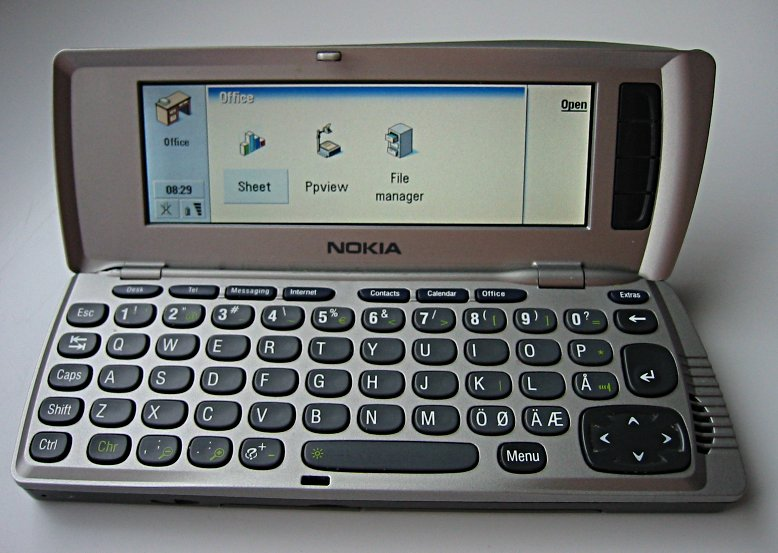
Nokia 9210

Le Nokia 9210 Communicator est la 3e génération de smartphones complet de la série Communicator de Nokia introduit en 2000. Il change fortement par rapport au Nokia 9110 surtout envers son écran interne qui est désormais en couleur, une nouvelle version de Symbian OS et son processeur ARM. Il a été un des premiers GSM qui peuvent envoyer des fax.
Il peut être utilisé en tant que téléphone normal quand il est fermé. Mais, quand il est ouvert, il peut servir de petit ordinateur portable avec un demi écran VGA. Le haut-parleur est localisé sur le panneau extérieur et possède un keypad sur la face avant pour composer des numéros.Il sort le 21 novembre 2000

## Spécifications
Il possède des applications de téléphonie, des applications de bureautique, messagerie, navigateur web, carnet d'adresse, agenda, calculatrice, etc. Il fait 158 × 56 × 27 mm (longueur, largeur et épaisseur) et pèse 244 grammes. Il est bi-bande, il possède deux écrans: un monochrome à l'extérieur et un grand à 4096 couleurs. Il inclut 16MO de mémoire interne et possède une fente pour cartes MMC.

## Modèles le remplaçant
Lors du premier trimestre de 2005, Nokia a annoncé deux modèles qui pourront remplacer le Nokia 9210:
- Le Nokia 9300 Comunicator qui est plus petit (132 × 51 × 21 mm) et plus léger (167 g) mais avec les mêmes fonctions.
- Le Nokia 9500 Communicator qui possède en plus le Wi-Fi et l'appareil photo digital VGA pour la même taille et poids.

Ceux-ci incluent l'EDGE, l'écran externe couleur à 128 × 128 pixels et le Bluetooth.